# 편승 효과

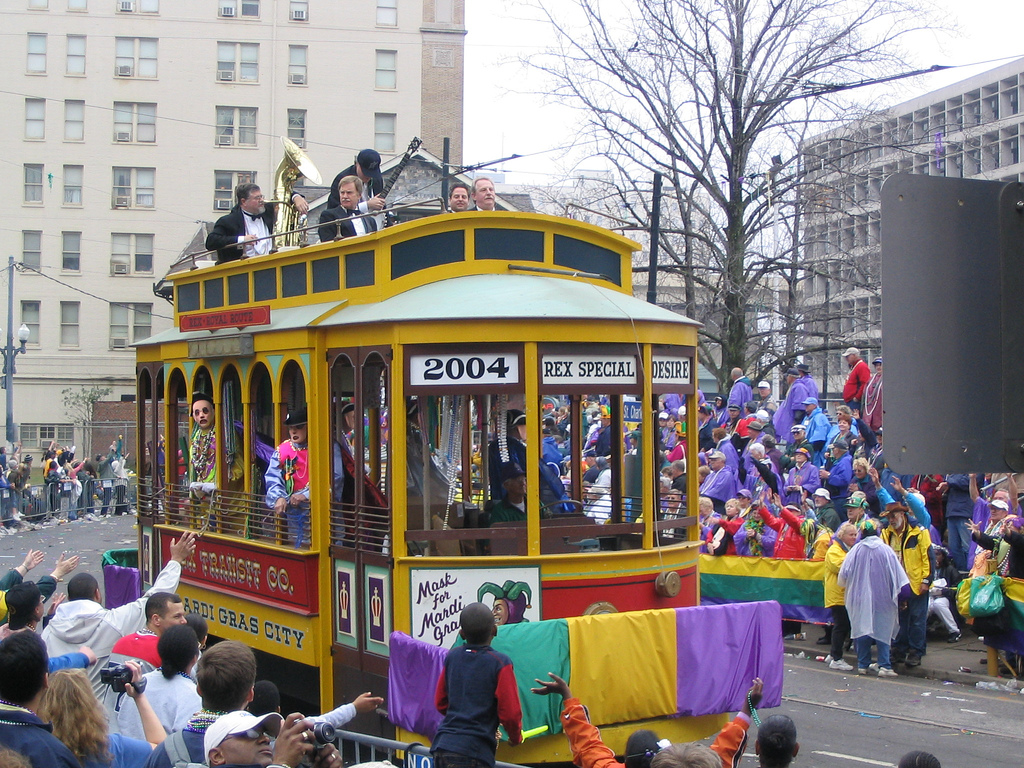
밴드왜건

편승 효과(便乘效果) 또는 밴드왜건 효과(bandwagon effect)는 어떤 선택이 대중적으로 유행하고 있다는 정보의 선택에 더욱 힘을 실어주는 효과를 말한다.

## 개요

### 정치
국제관계론에서 한 국가가 중대한 외적 위협에 처했을 때 그 위험의 근원이 되는 세력과 제휴하는 것을 말한다. 즉 취약한 국가는 상대적으로 우세한 국가에게 불평등한 교환을 수반한 복종적인 역할을 수용하는 것이다. 다시 말하면 우월한 강대국의 압력에 굴복하거나 불평등한 조치를 수용함을 의미한다.

### 선거와 상품시장
선거에서는 우세해 보이는 사람을 지지하는 현상, 상품시장에서는 어떤 상품이 유행함에 따라 그 상품의 소비가 촉진되는 현상이라고 할 수 있다.

### 유래
밴드왜건은 퍼레이드 행렬의 가장 앞에 위치하는 악대 차량으로, 영어로 '밴드왜건을 탄다는 것'은 곧 시류를 편승한다는 의미이다.

## 미시경제에서의 밴드왜건 효과
미시경제에서 밴드왜건 효과는 수요와 선호의 상호작용으로 나타난다. 밴드왜건 효과는 물건을 구매하는 소비자가 증가함에 따라, 사람들의 수요도 증가할 때 발생한다. 이런 상호작용은 잠재적으로는 경제학의 기본 법칙인 수요와 공급의 법칙(소비자의 구매결정은 가격과 개인적 선호에 의해 결정)을 왜곡한다.

## 정치적 관점에서 보았던 편승 효과
랜덜 슈웰러(Randall Schweller)는 편승을 ‘자기확장’의 목적을 갖는다고 언급했다. 이익을 위한 기회에 의해 갈망하는 가치를 획득하는 수단으로 편승이 될 수 있다.
데보라 웰취 라슨(Deborah Welch Larson)은 편승은 외부의 위기를 종식시키고 국내의 경쟁자를 약화시키며 경제적 원조와 강대국에 편승하면서 약소국이 권위를 유지할 수 있음에 도움을 줄 수 있는 경우에 채택된다.
역사적으로 특히 약소국들에게 편승은 균형화보다 더 일반적인 현상이었다.

## 같이 보기
- 네트워크 효과
- 언더독 효과

## 참고 문헌
- Larson, Deborah Welch, “Bandwagoning Images in American Foreign Policy: Myth or Reality?” in Robert Jervis and Jack Snyder. eds.
- Schweller, Randall L., “Bandwagoing for Profit: Bringing the Revisionist State Bank In,” in Michael E. Brown, Sean M. Lynn-Jones, and Steven E. Miller, eds.